# Vietnam Service Medal
Die Vietnam Service Medal ist eine militärische Auszeichnung der US-Streitkräfte, die auf Anweisung von Präsident Lyndon B. Johnson am 8. Juli 1965 eingeführt wurde und für Soldaten bestimmt ist, die am Vietnamkrieg zwischen dem 15. November 1961 und dem 30. April 1975 beteiligt waren. Zusätzlich waren auch Soldaten, die in Thailand, Laos oder Kambodscha Dienst leisteten und im Zusammenhang mit dem Vietnamkrieg waren, für diese Auszeichnung vorgesehen.
Das Design des Ordens stammt von Thomas Hudson Jones, einen ehemaligen Mitarbeiter des U.S. Army Institute of Heraldry.
Die Auszeichnung wurde an Angehörige der US-Streitkräfte verliehen, die ihren Dienst in den Gebieten des Krieges samt dessen Hoheitsgewässern ableisteten. Um diese Auszeichnung zu erlangen, musste ein Soldat mindestens 30 aufeinander folgende Tage oder insgesamt mindestens 60 Tage in dem vorgeschriebenen Gebiet seinen Dienst verrichten.
Mehrfachauszeichnungen werden mit einem Servicestern gekennzeichnet.
Die Republik Vietnam verlieh von 1949 bis 1954 und von 1960 bis 1973 die Vietnam Campaign Medal (Vietnamesisch: Chiến Dịch Bội Tinh), die an vietnamesische und ausländische Soldaten vergeben wurde.